# ارنفرید رودلف
ارنفرید رودلف (انگلیسی: Ehrenfried Rudolph؛ زادهٔ ۱۴ اوت ۱۹۳۵) ورزشکار دوچرخه‌سواری پیست اهل آلمان است.
وی در مسابقات کشوری و بین‌المللی در مجموع برندهٔ ۱ مدال طلا، ۱ مدال نقره، ۱ مدال برنز شده‌است.